# Ворога
Ворога — река в России, протекает по территории Красногородского района Псковской области. Устье реки находится в 48 км по левому берегу реки Синей. Длина реки составляет 22 км, площадь водосборного бассейна 65,5 км².
На реке стоит деревня Долги Партизанской волости.
Гидроним балтийского происхождения, подвергшийся восточнославянскому полногласию, ср. лит. vargus «трудный, тяжёлый».

## Данные водного реестра
По данным государственного водного реестра России относится к Балтийскому бассейновому округу, водохозяйственный участок реки — Великая. Относится к речному бассейну реки Нарва (российская часть бассейна).
Код объекта в государственном водном реестре — 01030000112102000028564.